# Луций Флавий (трибун)
Луций Флавий (на латински: Lucius Flavius) е политик на Римската република в края на 1 век пр.н.е.

## Биография
Произлиза от фамилията Флавии. През 60 пр.н.е. е народен трибун с колега Гай Херений. Той помага на Помпей Велики.
Луций Флавий подготвя аграрен закон за ветераните на Помпей. През 59 пр.н.e. Помпей му помага да стане претор през 58 пр.н.е.